# Cnopus flohri
Cnopus flohri is een keversoort uit de familie schijnsnoerhalskevers (Aderidae). De wetenschappelijke naam van de soort werd in 1893 gepubliceerd door George Charles Champion.